# Jacques Retouret
O beato Jacques Retouret (Limoges, 15 de setembro de 1746 – 26 de agosto de 1794) foi um mártir carmelita francês.
Fez parte de um grupo de 64 sacerdotes, representantes de centenas de eclesiásticos, que estiveram apinhados dentro de navios negreiros, na baía de Rochefort (França), durante o período mais cruel da Revolução Francesa. O Bem-aventurado Jacques, ao tomar conhecimento da não validade do Juramento à Constituição Civil do Clero, retratou oficialmente a sua assinatura e, por isso, foi considerado inimigo do povo, a quem tinha servido como frade observante e pregador, no seu Convento do Carmo de Limoges. Após ter sofrido, juntamente com os outros, ultrajes, crueldades, privação de qualquer ajuda espiritual e, de modo particular, maltratado pelo frio, "sofreu de uma dor fortíssima no nervo ciático, que por longo tempo pôs à prova a sua paciência, sem, contudo, nunca perder a coragem" (de uma testemunha ocular). Morreu vítima da peste, que grassou pelos navios, e foi sepultado na Ilha de Madame.
Juntamente com os outros 63 companheiros foi beatificado pelo Papa João Paulo II, no dia 1º de outubro de 1995.
Sua festa é comemorada dia 26 de agosto.